# Statsminister Stauning taler om "Tiden vi lever i"
|  | Denne artikel er oprettet af botten PalnaBot ud fra en ekstern database. Den kan derfor have sproglige fejl eller mangler. Denne skabelon kan fjernes efter kontrol af indholdet. |

Statsminister Stauning taler om "Tiden vi lever i" er en film fra 1941.

## Handling
Statsminister Thorvald Stauning taler, i en optagelse til eftertiden, om tiden vi lever i til film- og stemmearkivet den 26. april 1941.